# Хыдыр-деде
Хыдыр-деде (крымскотат. Hıdır Dede) — первый полнометражный крымскотатарский фильм-сказка, вышедший в 2018 году. Снят продакшн-студией Qaradeniz Production. Является дебютной работой режиссёра Дилявера Дваджиева.

## Сюжет

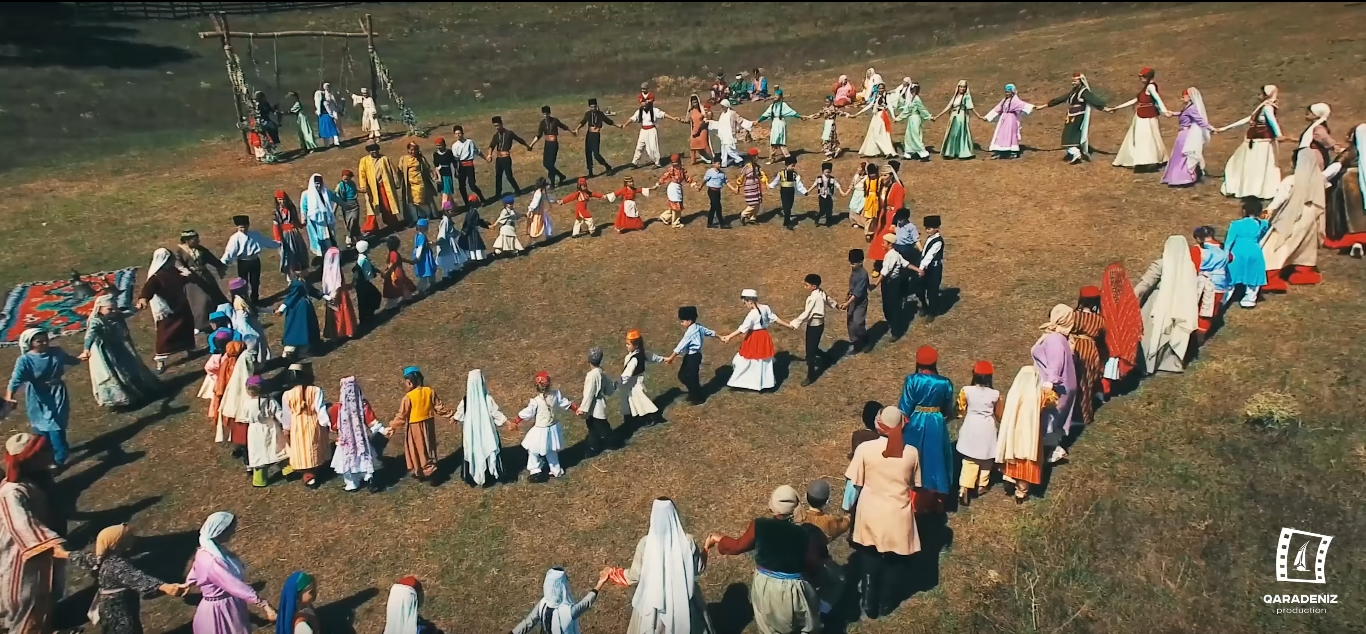
Одна из массовых сцен

Действия фильма происходят в Крыму XVIII века. Фильм является экранизацией крымскотатарской легенды о мудром старце Хизре. Центральный сюжет — романтические отношения Османа и Эмине, которые противостоят сборщику налогов Топал-бею, пытающемуся сорвать свадьбу влюблённых. Чтобы помешать Топал-бею, младшие брат и сестра влюблённых Асан и Фериде отправляются в горы на поиски старца, который должен помочь в трудной ситуации.

## Производство

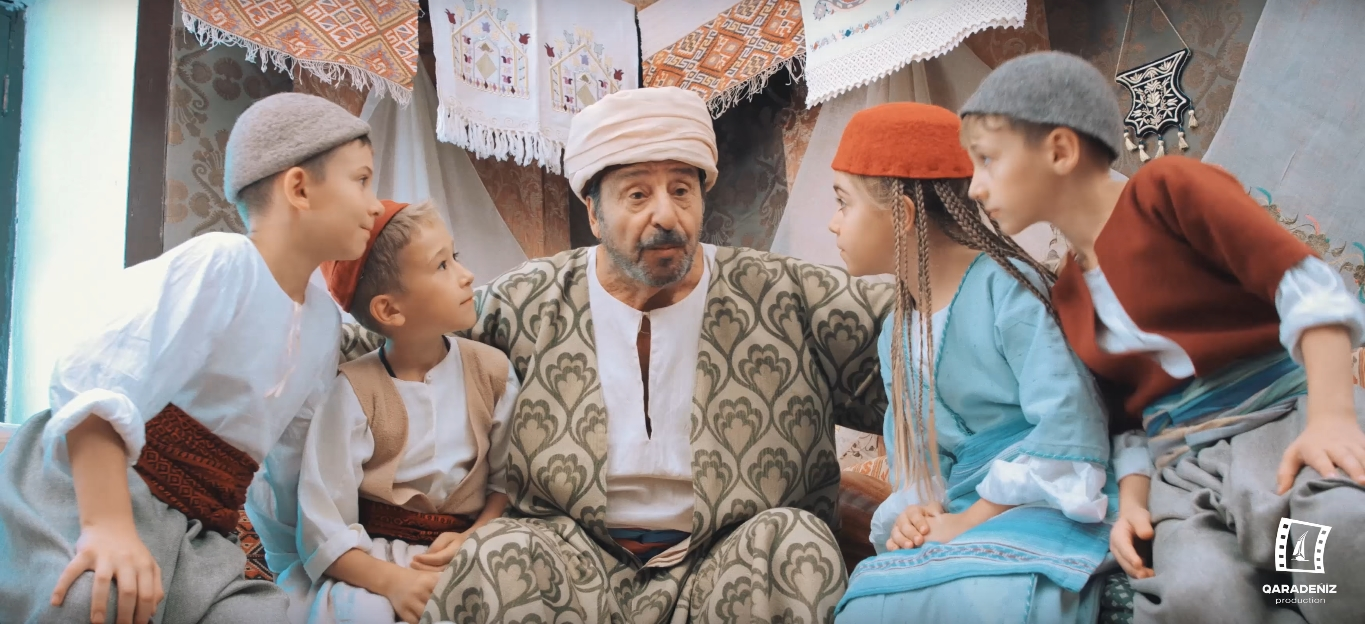
Кадр из фильма

Одним из спонсоров фильма был бизнесмен Ресуль Велиляев.
В работе над сценарием принимали участие Лиля Буджурова и Олекса Гайворонский. Съёмки фильма начались осенью 2017 года и проходили исключительно в Крыму. Среди съёмочных локаций — Бахчисарай, Евпатория, Судак, сёла Счастливое, Богатое Ущелье и Предущельное. Съёмки проходили в лесах Большого Каньона и Мангупа, Ханском дворце и Дервиш Эви в Бахчисарае, этно-комплексе «Джеваль» и Текие Дервишей в Евпатории, крымскотатарской усадьбе в Богатом Ущелье и этно-комплексе «Алем» в Симферополе. Фильм был создан за четыре месяца, включая 25 съёмочных дней.
Для воссоздания атмосферы Крыма XVIII века привлекался художник Мамут Чурлу. В съёмках использовались старинные предметы, которые предоставили различные коллекционеры. В массовых сценах были задействованы около 500—700 человек. В главных и эпизодических ролях участвовало порядка 40 актёров, большая часть из которых являлись работниками Крымскотатарского академического музыкально-драматического театра. Съёмочная группа состояла из 20-25 человек.

## Прокат и показы
Премьера фильма прошла в Симферополе 18 июня 2018 года в Музыкальном театре Республики Крым. На презентации присутствовала министр культуры Крыма Арина Новосельская, поблагодарившая заместителя директора Qaradeniz Production Лилю Буджурову за сотрудничество с российскими властями Крыма. После этого Буджурова на своей странице в Facebook опровергла факт сотрудничества с властями Крыма. Также информационное агентство «Крыминформ», сообщая о дебютном показе, заявило, что фильм получил прокатное удостоверение в России «при поддержке министерства культуры Республики Крым». Qaradeniz Production пришлось опровергнуть это, заявив, что лицензию компания получила самостоятельно.
1 июля 2018 состоялся показ «Хыдыр-деде» в Киеве, который также обрёл скандальный оттенок. Показ фильма проходил в кинотеатре «Жовтень» при усиленных мерах безопасности. После окончания показа Служба безопасности Украины сообщила, что неназванные лица планировали в интересах Российской Федерации сорвать мероприятие и напасть на создателей фильма. СБУ заявила, что организаторы провокации хотели распространить листовки с фотографией Лили Буджуровой и главы Крыма Сергея Аксёнова, на которой они пожимают руки. В связи с этим СБУ начало уголовное дело по ч. 3 ст. 161 Уголовного кодекса Украины (нарушение равноправия граждан в зависимости от их расовой, национальной принадлежности или отношения к религии), однако имён подозреваемых не назвало.
В июне 2018 года фильм вышел в прокат в кинотеатрах Крыма. 27 июля 2018 года премьера состоялась в посёлке Ленино Ленинского района. В августе прокат фильма прошёл в Киеве, а 10 октября 2018 года состоялся показ фильма в Геническе и Новоалексеевке Херсонской области. В Севастополе премьера прошла 16 октября 2018 года в кинотеатре «Россия».
В апреле 2019 года прошёл показ фильма на Казанском кинофестивале в рамках внеконкурсной программы «Киномир детства».

## Актёры
- Асан Билялов — старец Хыдыр-деде[3]
- Мерьем Ищенко — Фериде[3]
- Сафет Кубединов — Асан[3]
- Эшреф Ягьяев
- Нариман Аметов
- Алим Аблаев